# Color Field
Color Field (em português: Campo de Cor) é um estilo de pintura abstracta que surgiu em Nova Iorque durante as décadas de 1949 e 1950. Foi inspirada no modernismo europeu, e tinha semelhanças com o Expressionismo abstracto, dado os seus primeiros artistas pertenceram a este estilo. O Color Field caracteriza-se por grandes áreas de uma única cor sólida espalhadas numa tela, originando pinturas planas, sem qualquer tipo de profundidade. O estilo dá menos ênfase ao gesto, pinceladas e acção, favorecendo uma consistência geral de forma e processo. Nas pinturas deste estilo, a "cor foi libertada do contexto objectivo e torna-se, ela própria, o sujeito".
Durante os finais dos anos 1950 1960, os pintores deste estilo surgiram no Reino Unido, Canadá, Washington D.C. e Costa Oeste dos Estados Unidos utilizando várias formas de linhas, alvos, padrões geométricos simples e referências a elementos paisagísticos e natureza.

## Movimento Color Field
No final da década de 1950 e início da década de 1960, os jovens artistas começaram a se separar estilisticamente do expressionismo abstrato, experimentando novas formas de fazer fotos e novas maneiras de manipulação de tinta e cor.
No início da década de 1960, vários e vários movimentos novos na pintura abstrata estavam intimamente relacionados entre si e, de modo superficial, foram categorizados em conjunto, embora tenham se tornado profundamente diferentes no longo prazo. Alguns dos novos estilos e movimentos que apareceram no início da década de 1960 como respostas ao expressionismo abstrato foram chamados: Washington Color School, Hard-edge painting, Abstração Geométrica, Minimalismo e Color Field.
Gene Davis também foi um pintor conhecido especialmente por pinturas de listras verticais de cor, como Black Gray Beat, 1964, e também foi membro do grupo de pintores abstratos em Washington DC durante a década de 1960, conhecido como Washington Color School. Os pintores de Washington estavam entre os mais proeminentes pintores do Campo de Cores do meio do século.
Os artistas associados ao movimento Color Field durante a década de 1960 estavam se afastando do gesto e da angústia em favor das superfícies claras e da gestalt. Durante o início a meados da década de 1960, a pintura Color Field foi o termo para o trabalho de artistas como Anne Truitt, John McLaughlin, Sam Francis, Sam Gilliam, Thomas Downing, Ellsworth Kelly, Paul Feeley, Friedel Dzubas, Jack Bush, Howard Mehring, Gene Davis, Mary Pinchot Meyer, Jules Olitski, Kenneth Noland, Helen Frankenthaler, Robert Goodnough, Ray Parker, Al Held, Emerson Woelffer, David Simpson e outros cujas obras anteriormente estavam relacionadas ao expressionismo abstrato de segunda geração; e também para artistas mais jovens como Larry Poons, Ronald Davis, Larry Zox, John Hoyland, Walter Darby Bannard e Frank Stella.
Todos estavam se movendo em uma nova direção longe da violência e ansiedade da pintura da ação em direção a uma nova e aparentemente mais calma linguagem de cor. Embora o Color Field esteja associado a Clement Greenberg, Greenberg realmente preferiu usar o termo Post-Painterly Abstraction. Em 1964, Clement Greenberg organizou uma exposição influente que viajou pelo país chamado abstração pós-pintura. A exposição expandiu a definição de pintura de campo de cores.

A pintura do campo de cores apontou claramente para uma nova direção na pintura americana, longe do expressionismo abstrato. Em 2007, a curadora Karen Wilkin organizou uma exposição chamada Color As Field: American Painting 1950-1975, que viajou para vários museus em todo os Estados Unidos. A exposição mostrou vários artistas representando duas gerações de pintores de campo de cores. Em 1970, o pintor Jules Olitski disse:
Não sei o que significa pintura em cores. Eu acho que provavelmente foi inventado por algum crítico, o que está bem, mas eu não acho que a frase significa qualquer coisa. Pintura de campo de cores? Quero dizer, o que é cor? A pintura tem a ver com muitas coisas. A cor está entre as coisas que tem a ver com isso. Tem a ver com a superfície. Tem a ver com a forma, tem a ver com sentimentos que são mais difíceis de obter.
Jack Bush era um pintor expressionista abstrato canadense, nascido em Toronto, Ontário, em 1909. Ele era um membro do Painters Eleven, o grupo fundado por William Ronald em 1954 para promover a pintura abstrata no Canadá e logo foi encorajado em sua arte pelo americano crítico de arte Clement Greenberg. Com o encorajamento de Greenberg, Bush tornou-se intimamente ligado a dois movimentos que surgiram dos esforços dos expressionistas abstratos: pintura de campo de cores e abstração lírica.
Sua pintura Big A é um exemplo de suas pinturas de campo de cores no final da década de 1960. Durante o final da década de 1950 e início dos anos 1960, Frank Stella foi uma figura significativa no surgimento do Minimalismo, Abstração Pós-Painterly e Pintura de Campo de Cor. Suas telas moldadas da década de 1960, como Harran II, 1967, revolucionaram a pintura abstrata. Uma das características mais importantes das pinturas de Stella é o uso da repetição.
Suas pinturas Black Pin Stripe de 1959 surpreenderam um mundo de arte que não era usado para ver imagens monocromáticas e repetitivas, pintadas de forma plana, com quase nenhuma inflexão. Durante o início da década de 1960, a Stella criou várias séries de pinturas de alumínio entalhadas e pinturas em cobre moldadas antes de fazer telas em formas multicoloridas e assimétricas no final da década de 1960.
A abordagem e a relação de Frank Stella com a pintura do campo de cores não eram permanentes ou centrais para a produção criativa; como seu trabalho tornou-se cada vez mais tridimensional após 1980.
No final da década de 1960, Richard Diebenkorn começou sua série Ocean Park, criado durante os últimos 25 anos de sua carreira e são exemplos importantes de pintura de campo de cores. A série Ocean Park, exemplificada pelo Ocean Park nº.129, conecta seus trabalhos expressionistas abstratos anteriores com a pintura de campo de cores.
Durante o início dos anos 50, Richard Diebenkorn era conhecido como expressionista abstrato e suas abstrações gestuais eram próximas da escola de Nova York em sensibilidade, mas com base na sensibilidade expressionista abstrata de São Francisco, um lugar onde Clyfford Still tem uma influência considerável sobre os artistas mais jovens em virtude de seu ensino no San Francisco Art Institute.
Em meados da década de 1950, Richard Diebenkorn, juntamente com David Park, Elmer Bischoff e vários outros, formaram a Escola Figurativa da Área da Baía com um retorno à pintura figurativa. Durante o período entre o outono de 1964 e a primavera de 1965, Diebenkorn viajou por toda a Europa, recebeu um visto cultural para visitar e ver pinturas Henri Matisse em importantes museus soviéticos.
Ele viajou para a então União Soviética para estudar pinturas Henri Matisse em museus russos que raramente eram vistos fora da Rússia. Quando voltou a pintar na Área da Baía em meados de 1965, seus trabalhos resultantes resumiram tudo o que ele aprendeu com mais de uma década como pintor figurativo de destaque. Em 1967, voltou à abstração, suas obras eram paralelas a movimentos como o movimento do Campo de cores e Abstração lírica, mas permaneceu independente de ambos.
Durante o final da década de 1960, Larry Poons, cujas pinturas anteriores de Dot foram associadas à Op Art, começou a produzir pinturas formadas mais livres e mais gratuitas que foram referidas como suas pinturas de Lozenge Ellipse de 1967-1968. Junto com John Hoyland, Walter Darby Bannard, Larry Zox, Ronald Davis, Ronnie Landfield, John Seery, Pat Lipsky, Dan Christensen e vários outros jovens pintores, um novo movimento relacionado à pintura de campo de cor começou a se formar eventualmente, chamado de Abstração lírica.
No final da década de 1960, os pintores se voltaram para a inflexão da superfície, a descrição do espaço profundo, o toque pintar e o manuseio de tinta combinando com a linguagem da cor.
Entre uma nova geração de pintores abstratos que emergiram combinando pintura de campo de cores com o expressionismo, a geração mais velha também começou a infundir novos elementos de espaço complexo e superfície em suas obras.
Na década de 1970, Poons criou pinturas de pele grossa, rachadas e pesadas, referidas como pinturas de Pele de elefante; enquanto Christensen pulverizava loops, teias coloridas de linhas e caligrafia, em campos multicoloridos de terrenos delicados. As pinturas de bandas manchadas de Ronnie Landfield são reflexões da pintura de paisagem chinesa e do idioma do campo de cores e da pintura manchada de John Seery como exemplificado por East, 1973, da National Gallery of Australia.
Poons, Christensen, Davis, Landfield, Seery, Lipsky, Zox e vários outros criaram pinturas que passam a pintura em cores com Abstração lírica e enfatizam a paisagem, o gesto e o toque.

## Legado e Influências
O legado da pintura do século XX é uma influência longa e entrelaçada de inter-relações complexas. O uso de grandes campos abertos de cor expressiva, aplicada em generosas porções pictóricas e acompanhada de desenho solto (manchas lineares vagas e/ou contorno figurativo) pode ser vista nas obras do início do século XX de Henri Matisse e Joan Miró. Matisse e Miró, bem como Pablo Picasso, Paul Klee, Wassily Kandinsky e Piet Mondrian, influenciaram diretamente os expressionistas abstratos, os pintores do campo de cores da abstração pós-pintar e os abstraccionistas líricos. Os americanos do final do século XIX, como Augustus Vincent Tack e Albert Pinkham Ryder, juntamente com os primeiros modernistas americanos como Georgia O'Keeffe, Marsden Hartley Stuart Davis, Arthur Dove e as paisagens de Milton Avery, também forneceram precedentes importantes e influenciaram os expressionistas abstratos, o campo de cores pintores e os abstraccionistas líricos. As pinturas de Henri Matisse French Window em Collioure e a Vista de Notre Dame, ambas de 1914, exerceram uma tremenda influência sobre os pintores do American Color Field em geral (incluindo a Série Aberta de Robert Motherwell) e as pinturas do Parque Ocean Park de Richard Diebenkorn, especificamente. De acordo com a historiadora da arte Jane Livingston, Diebenkorn viu as duas pinturas Matisse em uma exposição em Los Angeles, em 1966, que tiveram um enorme impacto sobre ele e sobre o trabalho.

Jane Livingston diz sobre a exposição Matisse de janeiro de 1966 que Diebenkorn viu em Los Angeles:
É difícil não atribuir enorme peso a essa experiência pela direção que seu trabalho tomou daquele momento. Duas fotos que ele viu lá reverberam em quase todas as telas do Ocean Park. A vista de Notre Dame e a janela francesa em Collioure, ambas pintadas em 1914, estavam em exibição pela primeira vez nos EUA.
Livingston continua dizendo que Diebenkorn deve ter experimentado a janela francesa em Collioure, como uma epifania.

Joan Miró foi um dos artistas mais influentes do século XX. Foi pioneiro na técnica de coloração, criando fundos turvos borrados e multicoloridos em pintura a óleo durante as décadas de 1920 e 1930, em cima do qual ele adicionou sua caligrafia, personagens e abundante léxico de palavras e imagens. Arshile Gorky admirava abertamente o trabalho de Miró, e pintou obras de Gorky parecidas com Miró, antes de finalmente descobrir sua própria originalidade no início da década de 1940. Durante a década de 1960, Miró pintou em grande escala (escala expressionista abstrata), campo radiante de pintura vigorosamente escovada em azul, em branco e outros campos monocromáticos de cores, com bolinhas pretas borradas e formas de pedra caligráficas, flutuando ao acaso. Esses trabalhos se assemelhavam às pinturas do campo de cores da geração mais nova. O biógrafo Jacques Dupin disse isso sobre o trabalho de Miró no início da década de 1960:
Essas telas revelam afinidades - Miró não tenta, pelo menos, negar isso - com as pesquisas de uma nova geração de pintores. Muitos desses, Jackson Pollock por um deles, reconheceram sua dívida com Miró. Miró, por sua vez, mostra um interesse vivo em seu trabalho e nunca perde a oportunidade de encorajá-los e apoiá-los. Ele também não considera isso sob sua dignidade usar suas descobertas em algumas ocasiões.
Tomando o exemplo de outros modernistas europeus como Joan Miró, o movimento Color Field abrange várias décadas, a partir de meados do século 20 até o início do século XXI. A pintura de campo de cores abrange, de fato, três gerações separadas, mas relacionadas, de pintores. Termos comumente usados para se referir aos três grupos separados mas relacionados são o expressionismo abstrato, a abstração pós-pintar e a abstração lírica.
Alguns dos artistas fizeram trabalhos nas três eras, que se relacionam com todos os três estilos. Os pioneiros do campo de cores, como Jackson Pollock, Mark Rothko, Clyfford Still, Barnett Newman, Adolph Gottlieb e Robert Motherwell são principalmente pensados como expressionistas abstratos. Artistas como Helen Frankenthaler, Sam Francis, Richard Diebenkorn, Jules Olitski e Kenneth Noland eram de uma geração um pouco mais nova ou, no caso de Morris Louis, se aproximavam esteticamente do ponto de vista das gerações; que começou como expressionistas abstratos, mas rapidamente se mudou para Abstração Pós-Painterly.
Enquanto artistas mais novos como Frank Stella, Ronald Davis, Larry Zox, Larry Poons, Walter Darby Bannard, Ronnie Landfield, Dan Christensen, começaram com Post-Painterly Abstraction e, eventualmente, avançaram para um novo tipo de expressionismo, referido como Lyrical Abstraction. Muitos dos artistas mencionados, bem como muitos outros praticaram os três modos em uma fase de suas carreiras ou outro.
Durante as fases posteriores da pintura do campo de cores; como reflexões do zeitgeist do final da década de 1960 (em que tudo começou a pendurar) e a angústia da idade (com todas as incertezas do tempo) se fundiu com a gestalt da Abstração Pós-Painterly, produzindo a Abstração lírica que combina precisão da linguagem Color Field com o malerísmo dos expressionistas abstratos.
Durante o mesmo período do final da década de 1960, na década de 1970, na Europa, Gerhard Richter, Anselm Kiefer e vários outros pintores também começaram a produzir trabalhos de expressão intensa, fundindo abstração com imagens, incorporando paisagem e figuração que, no final da década de 1970, foi encaminhada para o neo-expressionismo.

### Pintores
A seguinte lista contem pintores directa ou indirectamente relacionados com a pintura Color Field:
| - Josef Albers - Frederick Spratt - Edward Avedisian - Walter Darby Bannard - Ilya Bolotowsky - Frank Bowling - Jack Bush - Dan Christensen - Gene Davis - Ronald Davis - Robyn Denny - Richard Diebenkorn - Thomas Downing - Friedel Dzubas - Paul Feeley - Sam Francis - Helen Frankenthaler - Sam Gilliam - Joe Goode - Robert Goodnough | - Al Held - Hans Hofmann - Wolfgang Hollegha - John Hoyland - Paul Jenkins - Ellsworth Kelly - Paul Klee - Ronnie Landfield - Pat Lipsky - Morris Louis - Henri Matisse - John McLaughlin - Howard Mehring - Mary Pinchot Meyer - Joan Miró - Piet Mondrian - Robert Motherwell - Barnett Newman - Kenneth Noland - Jules Olitski | - Blinky Palermo - Ray Parker - William Perehudoff - John Plumb - Larry Poons - Paul Reed - Ad Reinhardt - Jack Roth - Mark Rothko - John Seery - David Simpson - Richard Smith - David G. Sorensen - Clyfford Still - Frank Stella - Alma Woodsey Thomas - Anne Truitt - Neil Williams - Larry Zox |